# Denis Golovanov
Denis Joerjevitsj Golovanov (Russisch: Денис Юрьевич Голованов)  (Sotsji, 27 maart 1979) is een voormalig professioneel tennisser uit Rusland.  Marat Safin huurde Golovanov na diens loopbaan in als coach.